# (68) Leto
(68) Leto – planetoida z pasa głównego planetoid okrążająca Słońce w ciągu 4 lat i 234 dni w średniej odległości 2,78 j.a. Została odkryta 29 kwietnia 1861 roku w obserwatorium w Düsseldorfie przez Roberta Luthra. Nazwa planetoidy pochodzi od tytanidy Leto, córki Kojosa i Fojbe (Febe) a matki Apollina i Artemidy w mitologii greckiej.